# Ise-Bucht
Die Ise-Bucht (jap. 伊勢湾, Ise-wan, engl. Ise Bay) ist eine Bucht an der japanischen Pazifikküste, östlich vor der Provinz Ise in der heutigen Präfektur Mie.
Auf einer künstlichen Insel im Norden der Ise-Bucht liegt der Flughafen Chūbu.

## Ausdehnung
Die Bucht wird im Norden durch die Nōbi-Ebene begrenzt mit dem Mündungsgebiet der „Drei Kiso-Flüsse“ (木曽三川, Kiso sansen) Ibi, Nagara und Kiso im Nordwesten, die Mündungsgebiete des Nikkō, Shōnai und Tempaku im Nordosten, sowie im Süden von der Shima-Halbinsel. Im Osten schließt sich die Mikawa-Bucht an, die von der Chita-Halbinsel von der Ise-Bucht und von Atsumi-Halbinsel vom Pazifik getrennt wird. Lediglich im Südosten ist die Bucht zum Pazifik hin offen. Das südöstliche Ende bildet Kap Irago-misaki (伊良湖岬, Irago-misaki; 34° 34′ 45,5″ N, 137° 0′ 58″ O) als äußerstes Ende der Atsumi-Halbinsel. Für das südwestliche Ende gibt es zwei Definitionen. Die Durchführungsverordnung zum japanischen Wasserverschmutzungsgesetz nennt in Artikel 4 Kap Daiōzaki (大王埼; 34° 16′ 34″ N, 136° 53′ 57″ O) am östlichen Ende der Shima-Halbinsel. Bei dieser Definition hat die Bucht eine Größe von 2130 km² mit 49 m als tiefster Stelle. Daneben wird aber auch die weiter nördlich gelegene Küste (34° 30′ 21″ N, 136° 49′ 57″ O) gegenüber der Insel Tōshi-jima als Begrenzung genommen. Dadurch ergibt sich eine Fläche von etwa 2000 km².

## Geschichte
Im September 1959 wurde die Bucht Namensgeber für den Ise-wan-Taifun, der international „Taifun Vera“ und in Japan, wo die Stürme normalerweise chronologisch nummeriert werden, Taifun Nr. 15 hieß. Winde über 250 km/h, Hochwasser und Erdrutsche verwüsteten das Gebiet rund um die Bucht: Über 5.000 Menschen starben, über 1,5 Millionen wurden obdachlos. Nach dem Taifun wurden rund um die Bucht Dämme errichtet und andere Maßnahmen zum Küstenschutz getroffen, um die Opferzahlen bei einem zukünftigen Taifun zu minimieren.

## Industrieanlagen
Rings um die Ise-Bucht befinden sich zahlreiche Kraftwerke des Stromversorgers Chūbu Denryoku, z. B. Chita, Chita Daini, Kawagoe, Shin-Nagoya und Yokkaichi sowie die zugehörige Infrastruktur zu ihrem Betrieb: LNG-Terminals, Speichertanks und eine Gaspipeline, die unter der Ise-Bucht hindurchführt und die LNG-Terminals der Kraftwerke Chita (am östlichen Ufer) und Kawagoe (am westlichen Ufer) miteinander verbindet.
Außerdem sind Ölraffinerien und Stahlwerke (z. B. Nippon Steel & Sumitomo Metal am östlichen Ufer) entlang der Isebucht angesiedelt.

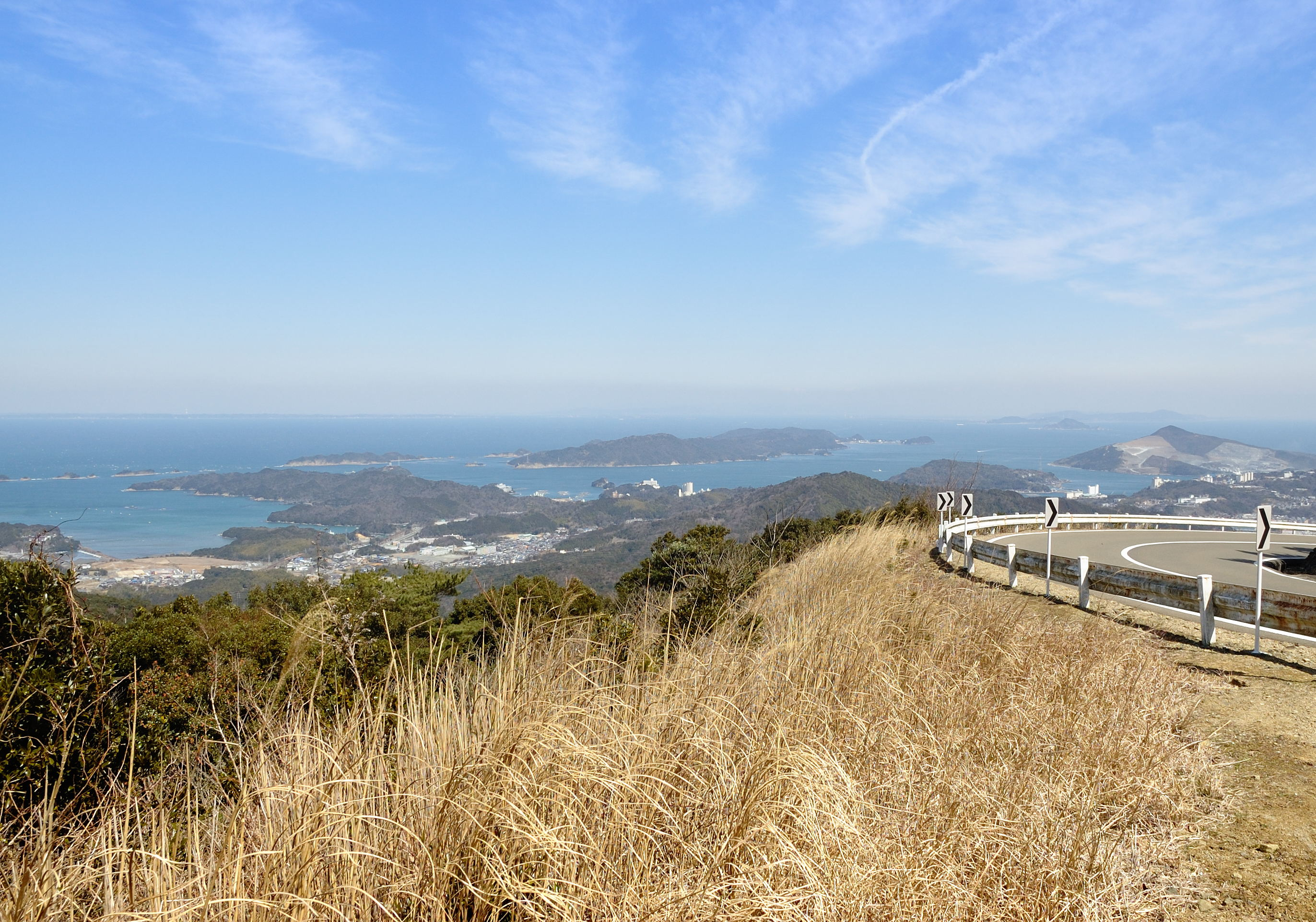
Ise-Bucht